# Güira de Melena
Güira de Melena ist eine Stadt und ein Municipio in der kubanischen Provinz Artemisa. Bis 2010 gehörte das Municipio zur aufgelösten Provinz La Habana.
Die Stadt liegt südwestlich von San Antonio de los Baños und östlich von Alquízar. Die Siedlung wurde im Jahr 1779 offiziell gegründet.
Das Municipio zählt 37.838 Einwohner auf einer Fläche von 178 km², was einer Bevölkerungsdichte von 212,6 Einwohnern je Quadratkilometer entspricht. Die Gegend ist landwirtschaftlich geprägt, es werden Zuckerrohr, Ananas, Bananen, Kartoffeln und Tabak angebaut. In der Stadt existieren zudem Zigarrenfabriken.
Das Municipio ist in sechs Stadtteile (Barrios) unterteilt: Gabriel, Norte Pueblo, Sibanacán, Sur Pueblo, Tumbadero und Turibacoa.

## Töchter und Söhne der Stadt
- Marlies Mejías (* 1992), Radrennfahrerin